# Sarah, Plain and Tall: Winter's End
Sarah, Plain and Tall: Winter's End es una película estadounidense basada en la novela Sarah, Plain and Tall escrita por Patricia MacLachlan, dirigida por Glenn Jordan, con guion de Patricia MacLachlan y protagonizada por Glenn Close, Christopher Walken, Jack Palance y Emily Osment. Fue estrenada el 21 de noviembre de 1999 en Estados Unidos.

## Reparto
- Glenn Close como Sarah Witting.
- Christopher Walken como Jacob Witting.
- Jack Palance como John Witting.
- Emily Osment como Cassie Witting.
- Christopher Bell como Caleb Witting.
- Lexi Randall como Anna Witting.

## Premios y nominaciones
| Premio                         | Categoría                                                                        | Receptores           | Resultado |
| ------------------------------ | -------------------------------------------------------------------------------- | -------------------- | --------- |
| Costume Designers Guild Awards | Periodo Sobresaliente/Fantasía serie de televisión                               | Van Broughton Ramsey | Nominado  |
| Young Artist Awards            | Mejor Actuación en Una Película de TV o Piloto - Actriz Joven de 10 Años o Menos | Emily Osment         | Nominada  |
| Young Artist Awards            | Mejor Actuación en Una Película de TV o Piloto - Actor Secundario Joven          | Christopher Bell     | Nominado  |